# Biosphäre 2

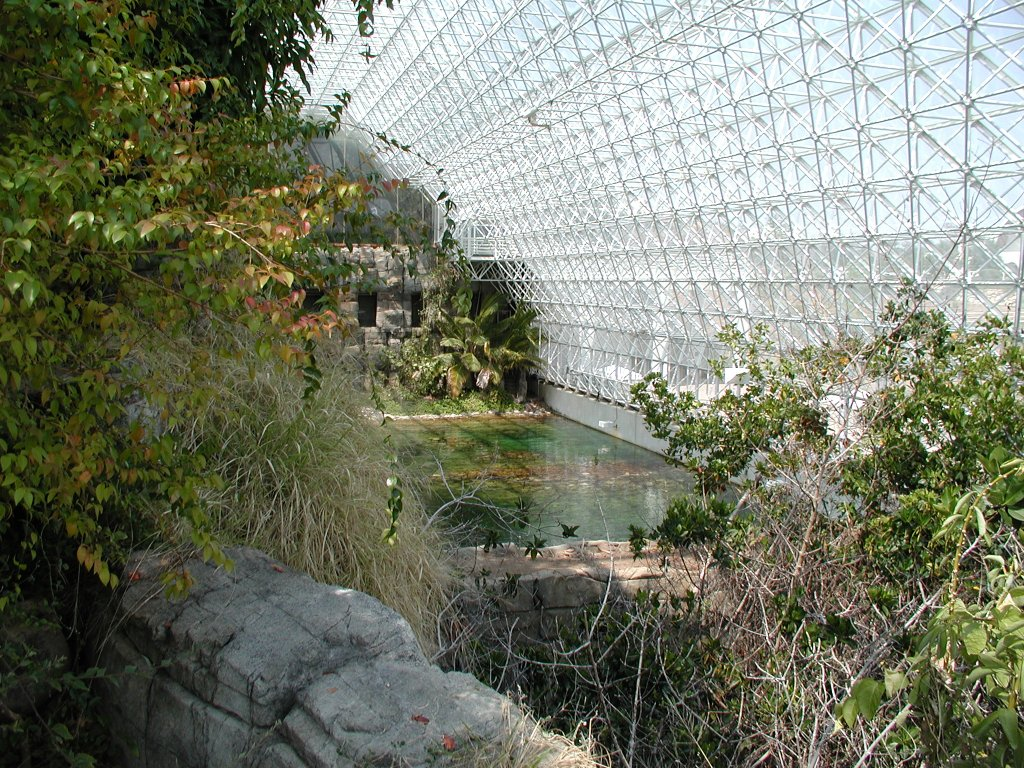
Biosphäre 2 von innen

Biosphäre 2 (englisch Biosphere 2) ist ein Gebäudekomplex in Arizona, USA, der 1991 mit dem Ziel erbaut wurde, ein von der Außenwelt unabhängiges, in der ursprünglichen Planung sich selbst erhaltendes Ökosystem zu schaffen. Das Experiment sollte beweisen, dass in einem eigenständigen, geschlossenen ökologischen System Leben langfristig möglich ist. Es gilt nach zwei erfolglosen Versuchen als gescheitert. Seit 2007 benutzt die University of Arizona den Komplex für Forschung und Lehre.
Biosphäre 2 wurde von dem Milliardär Edward Bass für 200 Millionen US-Dollar errichtet. Das Projekt wurde von der NASA beobachtet, welche die gewonnenen Erkenntnisse für mögliche bemannte Basen auf dem Mond oder dem Mars auswerten wollte. Der Name „Biosphäre 2“ beruhte auf der Idee, eine verkleinerte, „zweite“ Biosphäre zu schaffen, während das Original, die Erde, „Biosphäre 1“ ist.

## Aufbau

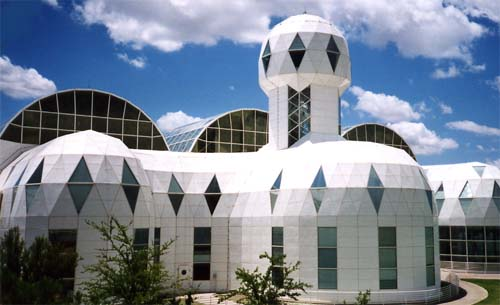
Das Bibliotheksgebäude in der Biosphäre 2

Auf einer Fläche von 1,6 Hektar wurde nördlich von Tucson, Arizona, zwischen 1987 und 1989 unter einem Kuppelbau mit 6.500 Glasscheiben, der ein Volumen von 204.000 Kubikmeter umschließt, ein geschlossenes Ökosystem erstellt: Savanne, Ozean, tropischer Regenwald, Mangrovensumpf, Wüste, intensive Landwirtschaft und Wohnräume.
Der technische Aufwand (Pumpen, Filtersysteme, Ventilatoren) dabei war erheblich, da ein komplettes und autarkes Lebenserhaltungssystem geschaffen werden sollte. Die diesbezügliche Verwirklichung von Langzeitreisen im Weltraum oder Weltraumkolonien waren als Fernziel ebenfalls Gegenstand des Experiments. In den verschiedenen Biotopen (Lebensräumen) wurden außerdem ca. 3.800 verschiedene Tier- und Pflanzenarten angesiedelt.

## Verlauf

### Erster Versuch 1991 bis 1993

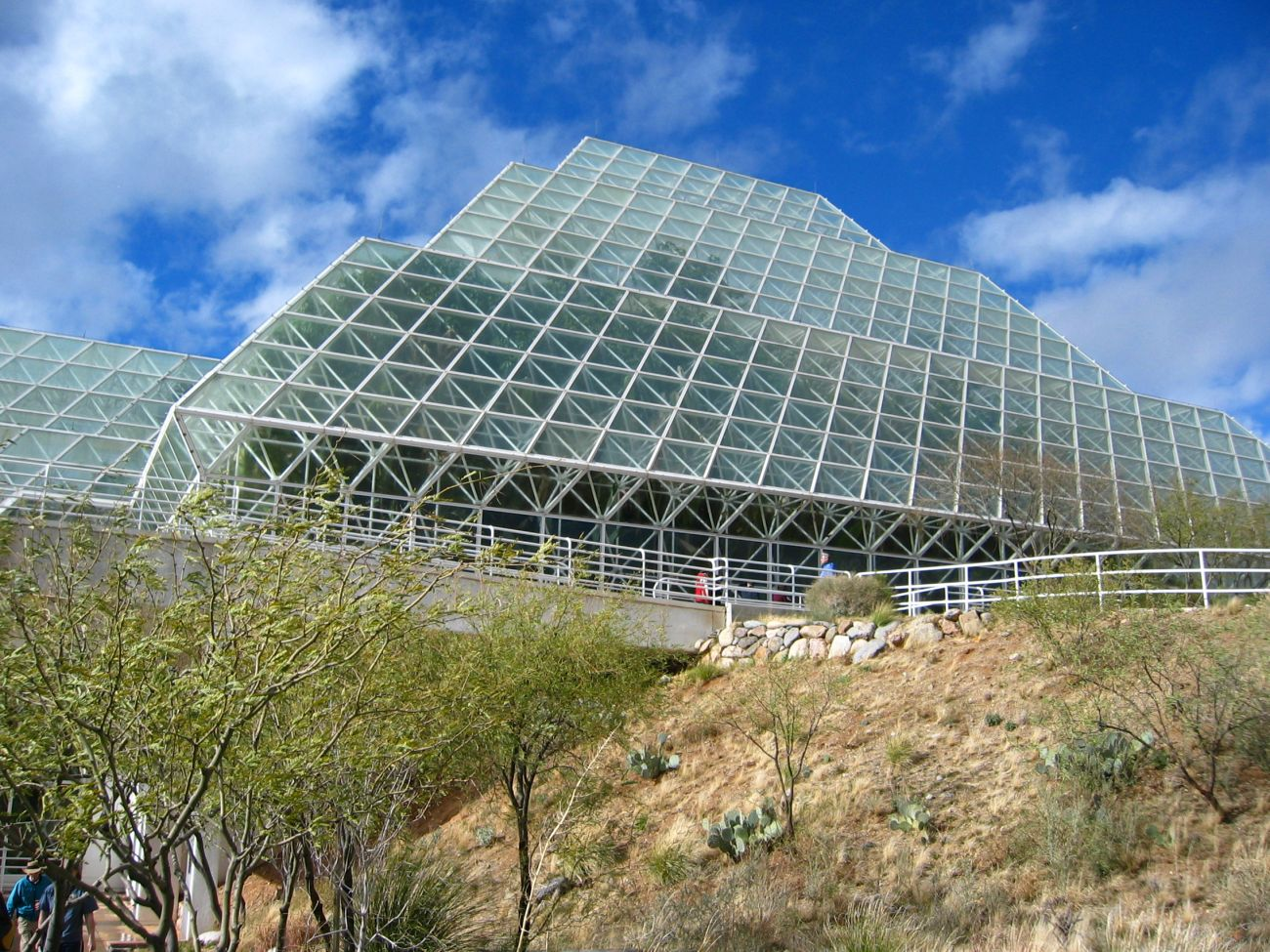
Biosphäre 2 von außen

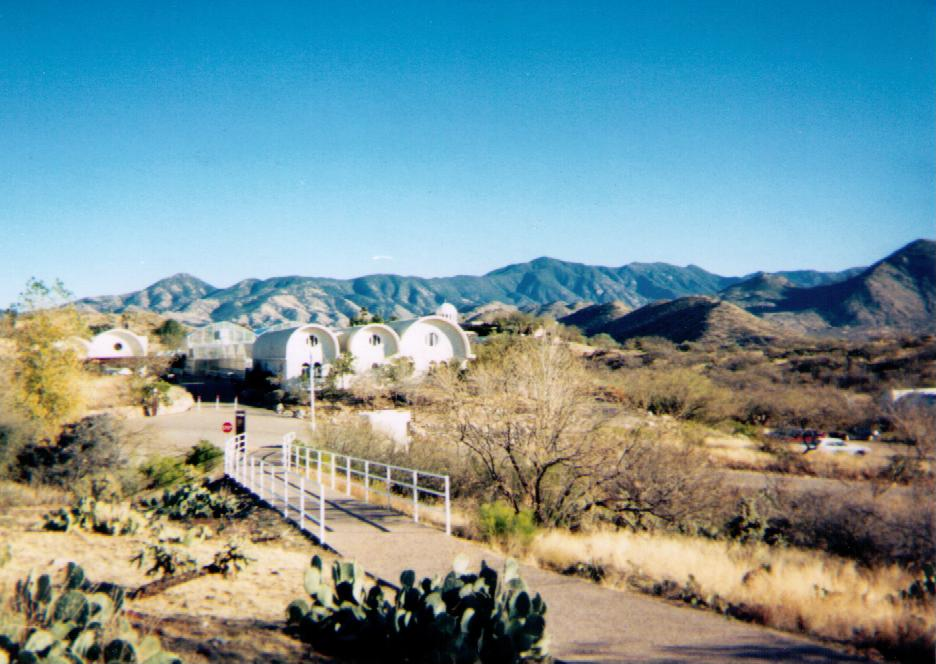
Areal von Biosphäre 2

Am 26. September 1991 begann das Experiment nach mehreren einwöchigen Vorversuchen. Acht Teilnehmer lebten bis zum 26. September 1993 genau 2 Jahre und 20 Minuten in dem Glasgebäude mit dem Ziel, vollständig von allen Außenkontakten (Luft- und Materialaustausch) abgeschlossen zu sein, außer vom natürlichen Sonnenlicht und zugeführter elektrischer Energie.
Im Laufe der Zeit ergaben sich Zustände, die das Leben der Bewohner sowie der anderen Lebewesen zunehmend beeinträchtigten. Beispielsweise ergaben sich aus ökologischer Sicht folgende Probleme:
- Der in der Konstruktion verbaute Stahlbeton absorbierte schleichend (über den Umweg CO2 im Pflanzenkreislauf) Sauerstoff. Auch diffundierte Sauerstoff wesentlich schneller aus der Glaskuppel als Kohlenstoffdioxid, da er aus wesentlich kleineren und leichteren Molekülen besteht.
- Parasitäre Mikroben im Ackerboden erhöhten die Anteile von Stickstoff bzw. Kohlendioxid in der Atmosphäre.
- Das Klimaphänomen El Niño führte zeitweise zu geringeren Ernten aus dem Ackerbau.
- Kakerlaken und eine spezielle Ameisenart (Gelbe Spinnerameisen) breiteten sich extrem aus.

Entgegen den ursprünglichen Vorstellungen musste im zweiten Jahr Sauerstoff von außen zugeführt werden, um den vom Beton absorbierten auszugleichen. Nach Umorganisation des Managements und der wissenschaftlichen Betreuung wurden (anders als zuvor) regelmäßig Materialproben hinausgegeben (durch entsprechende Nutzung von Luftschleusen blieb der Außenweltabschluss weitgehend erhalten). Nach zwei Wochen musste Jane Poynter Biosphere 2 wegen einer Handverletzung kurzzeitig verlassen und nahm Ausrüstungsgegenstände von außen mit.
Durch diesen Austausch von Materie mit der Außenwelt gilt das Experiment offiziell als gescheitert, da die Autonomie der Anlage nicht aufrechterhalten werden konnte.

### Zweiter Versuch 1994
Eine zweite Gruppe hielt sich 1994 über sechs Monate lang in der künstlichen Biosphäre auf. Während dieser Zeit wurden mit wenigen Ausnahmen die Luft, das Wasser und die Nahrung für die in ihr befindlichen Menschen von den Ökosystemen erzeugt und wieder aufbereitet. Die Leitung hatte Stephen Bannon in diesem Versuch.
Die zweite Gruppe bestand aus den sieben Teilnehmern Norberto Alvarez-Romo, John Druitt, Matt Finn, Pascale Maslin, Charlotte Godfrey, Rodrigo Romo und Tilak Mahato.

## Kritik an den Schlussfolgerungen des Experimentes
In den Medien wurde oft von einem Scheitern des Projekts gesprochen. Gleichwohl ergaben sich aus diesem „Scheitern“ Erkenntnisse, welche für zukünftige Entwicklungen und Erprobungen künstlicher Lebensräume wertvoll sein dürften. Bereits die Erkenntnis, dass es nicht ohne Weiteres möglich ist, außerhalb der Erde einen für Menschen nutzbaren Lebensraum zu schaffen, wird als wichtiges Ergebnis des Projektes angesehen.
- Ein Aquarium mit mehr als zwei Metern Durchmesser braucht bis zu sechs Jahre eine dauernde Behandlung, damit es aufhört, ständig aus dem ökologischen Gleichgewicht zu kippen. Damit war die Versuchszeit zu kurz.
- Auch sollen zu viele Pflanzen und Tiere eingeführt worden sein, von jedem Erdteil mehrere. Eine Idee ist es, zunächst mit wenigen, effektiven Pflanzensorten  zu beginnen. Dies bedeutet, mit wenigen Arten die Sauerstoffproduktion und Nahrungsmittelerzeugung zu gewährleisten, anstatt eine eher hinderliche und komplizierende Vielfalt zu schaffen. Beispielsweise, so Robert Zubrin, sind Hummeln „die gutmütigeren Bienen“ und taugen gut zur Bestäubung, ansonsten könnte man auf Insekten zunächst großteils verzichten, da sich diese zu rasch vermehren wie z. B. die Ameisen.[2] (Laut Quelle „anders als bei früheren Experimenten, bei denen man die Anzahl Pflanzen und Tiere möglichst gering hielt, war Biosphäre 2 eher ein ideologisch verbrämter botanischer Garten und weniger ein Habitat, das zunächst nur dem Überleben dient. Auf 23 verschiedenen Bodentypen gab es einen Regenwald, eine Savanne, einen Sumpf, eine Geröllwüste und eine Wüste. Ein Meer samt Wasserfall und Korallen gehörte ebenso zur Miniaturwelt wie die Landwirtschaftszone mit Ziegen, Schweinen und Hühnern. Hinzu kamen das Labor, die Werkstatt, der Computerraum und die Bibliothek.“)[4][7]

### Weitere Projekte und derzeitiger Stand
Im Jahr 1996 übernahm die Columbia University die Verwaltung von Biosphäre 2 und nutzte sie für ökologische Forschung und Lehre. Unter Leitung von Barry Osmond wurden Forschungsergebnisse zur Wirkung von Klimagasen veröffentlicht.
2002 prüfte die Columbia-Universität das Projekt erneut und entschied sich, es Ende 2003 aus Kostengründen einzustellen. Die Einrichtung befand sich von diesem Zeitpunkt an wieder im Besitz des Erbauers, des Öl-Milliardärs Edward Bass. Im Jahr 2007 kaufte CDO Ranching & Development, L.P., Biosphäre 2 für 50 Millionen US-Dollar. Pinal County kündigte an, 1.500 Wohnungen und ein Themenhotel in der Umgebung zu errichten, konnte diesen Plan jedoch nicht umsetzen. Die University of Arizona gab zudem an, die Anlage zur Erforschung der Globalen Erwärmung mieten zu wollen. Mit Wirkung zum 1. Juli 2011 spendete CDO Ranching & Development die Biosphäre 2 der University of Arizona.

## Filme
- Jörg Seibold, Sibylle Trost: Die Rückkehr der Bionauten – Zwei Jahre im Glashaus 1993
- Bud & Doyle: Total bio. Garantiert schädlich (Bio-Dome), 1996
- Matt Wolf: Spaceship Earth  2020[9][10]
- Ben Rivers: Urth, 2016
- Laurent Sardi: Das Biosphären-Experiment: 120 Tage in der Wüste. ARTE F, Frankreich, 53 Minuten, 2023